# ماخبت
ماخبِت (بالعبرية: מחבט، وتعني "مضرب") هو تطوير إسرائيلي للمدفع الآلي المضاد للطائرات ذاتي الحركة إم163 خوفِت، والمثبت بدوره على ناقلة الجنود المدرعة إم113. بالإضافة إلى مدفع إم61 فولكان الدوار عيار 20 مم، ومُسلح بأربعة أنابيب إطلاق صواريخ أرض-جو من طراز إف آي إم-92 ستينغر. زود ماخبِت بنظام تتبع مُطور، مع قدرته إنشاء رابط بيانات مع رادار خارجي. يمكن للنظام حمل 1800 طلقة ذخيرة عيار 20 مم و8 صواريخ ستينغر. طورت شركة الصناعات الجوية الإسرائيلية (IAI) ماخبِت في منتصف التسعينيات. خضع للاختبار من قبل الجيش الإسرائيلي في 1997، ودخل الخدمة التشغيلية في 1998 مع القوات الجوية الإسرائيلية. التي كانت تخطط لتحويل جميع أنظمة خوفِت إلى نسخة ماخبِت الأحدث. جرى ترقية معظم أنظمة خوفِت إلى نظام ماخبِت بالفعل.
أضاف تحديث ماخبِت مجموعة مُحسّنة من قدرات التتبع التلقائي للأهداف عبر التلفزيون والأشعة تحت الحمراء الأمامية إلى نظام خوفِت. كما يوفر النظام تنسيقاً وإدارةً لإطلاق النار على مستوى الوحدة، بالإضافة إلى واجهة مع رادار مراقبة جوية قطاعي لتصوير الأهداف الجوية. كل هذا يُمكّنه من التقاط الأهداف المقتربة بشكل أسرع، مما جعل ماخبِت أكثر فعالية من سابقه.
برزت أهمية نظام ماخبِت أيضاً في حرب المدن والدعم النيراني الأرضي عموماً، على الرغم أن دوره المنوط به هو إسقاط الطائرات المقتربة على ارتفاعات منخفضة.

## المشغلون
إسرائيل - أُحيل كل من نظام الدفاع الجوي ماخبِت ونظام الدفاع الجوي خوفِت المُحسّن (المُجهز بصواريخ ستينغر) إلى التقاعد في 2006، بعد إغلاق وحدات الدفاع الجوي التكتيكية في الجيش الإسرائيلي. بدأ تقييم إعادة استخدام وحدات الدفاع الجوي القديمة ضد تهديدات المسيرات في 2024.